# Bernina (huyện)
Huyện Bernina (tiếng Pháp: District du Bernina, tiếng Đức: Bezirk Bernina) là một huyện hành chính của Thụy Sĩ. Huyện này thuộc bang Graubünden. Huyện Bernina có diện tích 237 km², dân số theo thống kê của cục thống kê Thụy Sĩ năm 1999 là 4937 người. Trung tâm của huyện đóng ở Poschiavo. Mã của huyện là 1822.